# Семь братьев Черви
«Семь братьев Черви» (итал. I sette fratelli Cervi) — кинофильм режиссёра Джанни Пуччини, вышедший на экраны в 1968 году. Лента рассказывает историю итальянских антифашистов братьев Черви. Исполнитель главной роли Джан Мария Волонте был удостоен приза кинофестиваля в Авеллино и итальянской премии «Золотой глобус» лучшему актёру.

## Сюжет
Действие происходит в конце 1930-х — первой половине 1940-х годов. Братья Черви — обычные крестьяне, отличающиеся, однако, стремлением к познанию нового, к правде и справедливости. Они критически настроены по отношению к фашистскому режиму, что приводит их в коммунистическое подполье. Особенно активную позицию занимает Альдо Черви, который знакомится с актрисой Лучией Сарци, которая выступает в качестве связующего звена между братьями и антифашистским руководством. Поначалу они выполняют различные задания, связанные с пропагандой — печатают листовки, передают их в город и разбрасывают. Постепенно Альдо занимает всё более радикальную позицию, требуя более активных действий. Это становится особенно актуальным после вступления Италии во Вторую мировую войну. Братья берутся за оружие...

## В ролях
- Джан Мария Волонте — Альдо Черви
- Лиза Гастони — Лучия Сарци
- Карла Гравина — Верина
- Риккардо Куччолла — Джелиндо Черви
- Руджеро Мити — Овидио Черви
- Беньямин Лев — Этторе Черви
- Дон Баки — Агостино Черви
- Габриэлла Паллотта — Ирнес, жена Агостино
- Джино Лаваджетто — Антеноре Черви
- Росселла Бергамонти — жена Антеноре
- Ренцо Монтаньяни — Фердинандо Черви
- Эльза Альбани — Дженовеффа Коккони Черви, мать братьев
- Олег Жаков — Альчиде Черви, отец братьев
- Серж Реджани — Феррари
- Дуилио дель Прете — Данте Кастеллуччи
- Массимо Фоски — дон Паскино Борги
- Андреа Кекки — член коммунистической партии